# Lagarotis didyma
Lagarotis didyma là một loài tò vò trong họ Ichneumonidae.